# Drop Game
Pour plus de détails, voir Fiche technique et Distribution.
Drop Game ou Trollée (Drop) est un film américain réalisé par Christopher Landon et sorti en 2025,.
Ce thriller met en vedette Meghann Fahy, Brandon Sklenar, Violett Beane et Jeffery Self. Il raconte l'histoire d'une mère veuve. En plein rendez-vous galant, elle reçoit des messages menaçants lors de son premier rendez-vous depuis des années, ce qui l'amène à s'interroger sur son partenaire et à craindre pour sa sécurité.

## Synopsis
Après le suicide de Blake, son mari qui était violent, Violet Gates recommence à fréquenter d'autres hommes. Un soir, elle laisse à sa sœur Jen son jeune fils Toby. Violet arrive à un rendez-vous galant au restaurant Palate, située dans un gratte-ciel. Elle va y faire la connaissance du photographe Henry Campbell, connu sur une application de rencontre.
En attendant l'arrivée d'Henry, Violet rencontre une barmaid nommée Cara, le pianiste Phil et ses compagnons de table Connor et Richard, qui ont un rendez-vous arrangé. Violet commence alors à recevoir des Digi-Drops d'un utilisateur inconnu, qui lui envoie des mèmes de plus en plus menaçants. Henry arrive au restaurant. Violet et lui sont alors servis par le nouveau serveur, Matt. Violet reçoit d'autres messages. Henry tente de l'aider à découvrir de qui il s'agit, pensant qu'il s'agit d'une personne assise dans leur section du restaurant. Malgré les tentatives de Violet d'ignorer les Digi-Drops, la situation continue de s'aggraver, jusqu'à ce que l'utilisateur demande à Violet de vérifier son système de sécurité : un homme armé et masqué frappe Jen et enferme Toby dans sa chambre. Violet reçoit un message de son bourreau, lui ordonnant de ne prévenir personne ni de partir, sous peine de mort pour Toby. Violet réalise que le restaurant est sur écoute et qu'elle est surveillée par les caméras de sécurité. L'utilisateur ordonne à Violet de tuer Henry.

## Fiche technique
Sauf indication contraire, les informations mentionnées dans cette section peuvent être confirmées par les bases de données cinématographiques IMDb et Allociné,  présentes dans la section « Liens externes ».
- Titre original : Drop
- Titre français : Drop Game
- Titre québécois : Trollée[3]
- Réalisation : Christopher Landon
- Scénario : Jillian Jacobs et Chris Roach
- Musique : Bear McCreary
- Décors : Susie Cullen
- Costumes : Gwen Jeffares Hourie
- Photographie : Marc Spicer
- Montage : Ben Baudhuin
- Production : Michael Bay, Jason Blum, Bradley Fuller et Cameron Fuller
  - Production déléguée : Sam Lerner, Ron Lynch et MacDara Kelleher
- Sociétés de production : Platinum Dunes et Blumhouse Productions
- Société de distribution : Universal Pictures
- Pays de production :  États-Unis
- Langue originale : anglais
- Format : couleur — 2,39:1 — son 5.1
- Genre : thriller
- Durée : 100 minutes
- Dates de sortie :
  - États-Unis : 9 mars 2025 (festival South by Southwest d'Austin)
  - États-Unis, Canada : 11 avril 2025
  - Belgique, France : 23 avril 2025

## Distribution
- Meghann Fahy (VF : Laura Blanc ; VQ : Stéfanie Dolan) : Violet Gates
- Brandon Sklenar (VF : Eilias Changuel ; VQ : Éric Bruneau) : Henry Campbell
- Violett Beane (VF : Candice Lartigue ; VQ : Célia Gouin-Arsenault) : Jen Gates, la soeur de Violet
- Jacob Robinson (VF : Cécile Gatto) : Toby Gates, le fils de Violet
- Gabrielle Ryan (VF : Fily Keita ; VQ : Sofia Blondin) : Cara, la barmaid
- Jeffery Self (en) (VF : Yoann Sover ; VQ : Nicolas Poulin) : Matt, le serveur
- Reed Diamond (VF : Bernard Bollet) : Richard
- Ed Weeks (en) (VF : Julien Meunier) : Phil, le pianiste
- Travis Nelson (en) : Connor
- Benjamin Pelletier : l'homme masqué
- Michael Shea (VF : Kévin Goffette) : Blake, le mari de Violet

 Source et légende : version française (VF) sur RS Doublage version québécoise (VQ) sur Doublage.qc.ca

## Production
En février 2024, il est annoncé qu'un film intitulé Drop est en développement. Christopher Landon est annoncé comme réalisateur, peu de temps après avoir quitté le projet Scream 7. Le scénario est écrit par Jillian Jacobs et Chris Roach. L'intrigue s'inspire d'une expérience réelle vécue par le producteur Cameron Fuller et l’acteur Sam Lerner, qui ont reçu des messages inquiétants sur AirDrop dans un restaurant à l’étranger. Meghann Fahy est ensuite annoncée dans le rôle principal.
En mars 2024, Brandon Sklenar rejoint également le film. Le mois suivant, c'est au tour de Jeffery Self, Gabrielle Ryan Spring, Violett Beane et Jacob Robinson d'être confirmés. En mai 2024, Ed Weeks obtient également un rôle
Le tournage début en Irlande en avril 2024. Les prises de vues se déroulent notamment dans les studios Ardmore à Bray.